# كولين أوكونور
كولين أوكونور (بالإنجليزية: Colleen O'Connor)‏ هي متزلجة فنية أمريكية، ولدت في 17 ديسمبر 1951 في شيكاغو في الولايات المتحدة.

## وصلات خارجية
- كولين أوكونور على موقع أوليمبيديا (الإنجليزية)
- كولين أوكونور على موقع قاعدة بيانات برودواي على الإنترنت (الإنجليزية)